# Опоку Варе І
Опоку Варе І (1700–1750) — 2-й асантейн (володар) імперії Ашанті у 1718—1750 роках. Розширив державу на північ й південь, вийшовши до Гвінейської затоки.

## Життєпис
Походив з клану Ойоко Абусуа. Був внучатим небожем першого асантейна Осея Туту І. Після загибелі того 1717 року за підтримки впливового жреця Окомфо Анок'є обирається спадкоємцем. Проте з огляду на недостатній вік призначається регентом (момпонгейном) його родич Аманіампон.
Водночас проти нього виступив стриєчний брат Дакон. Лише 1720 року, перемігши останнього, офіційно провів церемонію сходження на Золотий Табурет. Продовжив загарбницьку політику. 1723 року завдав поразки аканській державі Боно. За цим приборкав повстання в васальній державі Гонджа, яку приєднав до своїх володінь.
Проти нього повстали аканські народи Денчири і Акваліми, племенва сефві. Допомогу їм надала держава Акім. 1730 року ця коаліця, скориставшись відсутністю Опоку Варе І, захопила й сплюндрувала столицю Ашанті —Кумасі. Повернувшись асантейн звільнив землі. Натомітс сформував столичний загін анкобеа, що відповідав за охорону Кумасі. В подальшому розширив кордони до держави Фанті.
Наприкінці 1730-х років стикнувся з Секу Уатара, фаамою імперії Конг, у боротьбі за вплив на державу Г'янам. Внаслідок тривалої війни до 1740 року приєднав цю державу до імперії Ашанті, проте вимушен був визнати номінальну зверхність Секу Уатари. 1740 року підкорив державу Тешиман.
У 1741—1744 роках вів війну проти держави Дагомба, яку зрештою переміг, змусивши платити данину рабами. 1745 року після смерті Секу Уатари звільнився від залежності Конгу. Також після запеклої боротьби переміг державу Ґа, встановивши владу над землями навколо форту Аккра, що дозволило безпосередньо торгувати з європейцями. також вів торгівлю з голландцями британцями через порт Ассіні.
Помер 1750 року. Йому спадкував Кусі Ободом.